# Mario Lanfranchi (politico)
Mario Lanfranchi (Bressana Bottarone, 10 febbraio 1902 – Milano, 25 gennaio 1959) è stato un politico italiano.

## Biografia
Diplomatosi in ragioneria nel 1919, nello stesso anno aderì alla Federazione dei Giovani Socialisti. Dopo un impiego in banca, si trasferì a Stradella in qualità di segretario della locale Camera del Lavoro.
Fondò numerosi circoli socialisti e, insieme a Ferruccio Ghinaglia, fu il principale dirigente della federazione pavese della gioventù socialista. A partire dalla primavera del 1920, appoggiò apertamente la frazione comunista del PSI e, dopo la scissione di Livorno, aderì al Partito Comunista d'Italia. Dalla fine del 1921, a Genova, fu membro del Consiglio centrale della federazione comunista ligure.
Perseguitato da polizia e squadrismo fascista, si rifugiò prima a Milano poi nel 1924 in Francia dove fece parte della direzione delle centurie proletarie.
Nell'aprile 1925 aderisce al Comitato d'Intesa insieme, tra gli altri, ad Amadeo Bordiga, Bruno Fortichiari, Luigi Repossi, Onorato Damen, Carlo Venegoni, Fausto Gullo, Ottorino Perrone. Si mantenne fermo sulle posizioni della sinistra che, dopo il congresso di Lione, gli procurarono la sua espulsione dal partito. Tornato in Italia, fu sottoposto a controlli di polizia.
Nel 1928 si stabilì a Milano e trovò occupazione prima presso la delegazione commerciale sovietica e, in seguito, come rappresentante di una ditta tedesca. In questi anni mantenne i contatti con Bruno Fortichiari. Alla fine della guerra rientrò per breve tempo nel PCI e dopo il XX Congresso del PCUS nel 1956, aderì ad Azione Comunista.
Morì a Milano il 25 gennaio 1959.